# نادي النصر الأنباري
نادي النصر الأنباري هو نادي كرة قدم عراقي أسس سنة 2020، مقره في الانبار يلعب في الدوري العراقي الدرجة الثانية.
النادي نشط وفعال في العديد من الدوريات المحلية.